# Bilstein (Langenberge)
Der Bilstein ist eine etwas mehr als 460 m ü. NHN hohe Erhebung im Hauptkamm der zum Habichtswälder Bergland gehörenden und großräumig bewaldeten Langenberge im nordhessischen Schwalm-Eder-Kreis.

## Geographie

### Lage

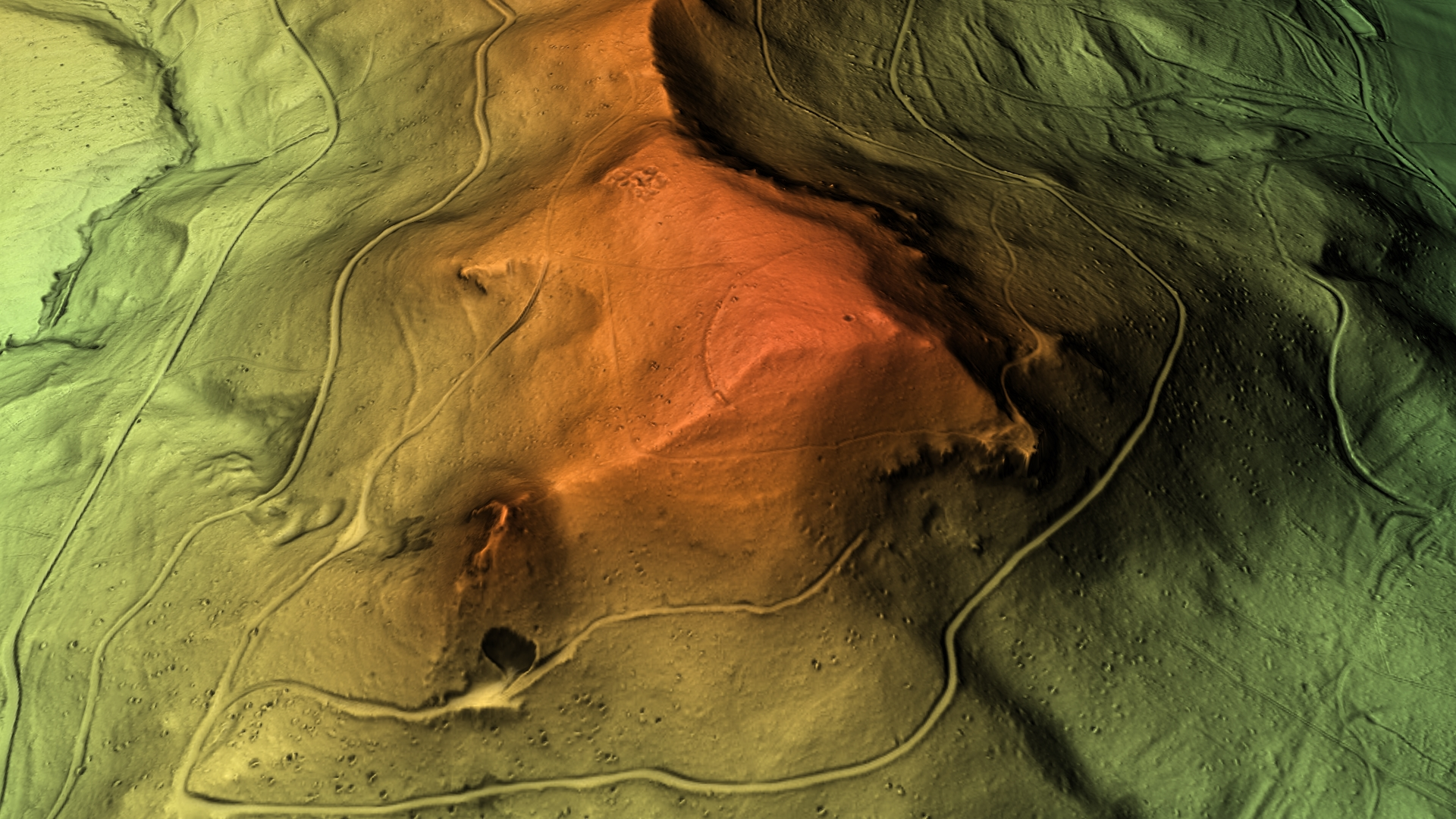
3D-Ansicht des digitalen Geländemodells

Der Bilstein, der den Hauptkamm der Langenberge, bestehend unter anderem aus Schwengeberg (556,7 m), Laufskopf (534,8 m) und Bensberg (464,8 m), nach Südsüdosten hin verlängert, erhebt sich im Naturpark Habichtswald zwischen den Ortschaften Besse (zu Edermünde) im Ostsüdosten und Ermetheis (zu Niedenstein) im Westnordwesten. Er gehört besonders zum Gebiet der Gemeinde Edermünde, Teile seiner Westflanke zählen zu jenem der Stadt Gudensberg. Sein nächster Nachbar ist der rund 650 m nordnordwestlich gelegene Bensberg. Nach Süden flacht die Landschaft allmählich ab, um zum Kammerberg gemächlich auf 360,8 m Höhe anzusteigen.

### Naturräumliche Zuordnung

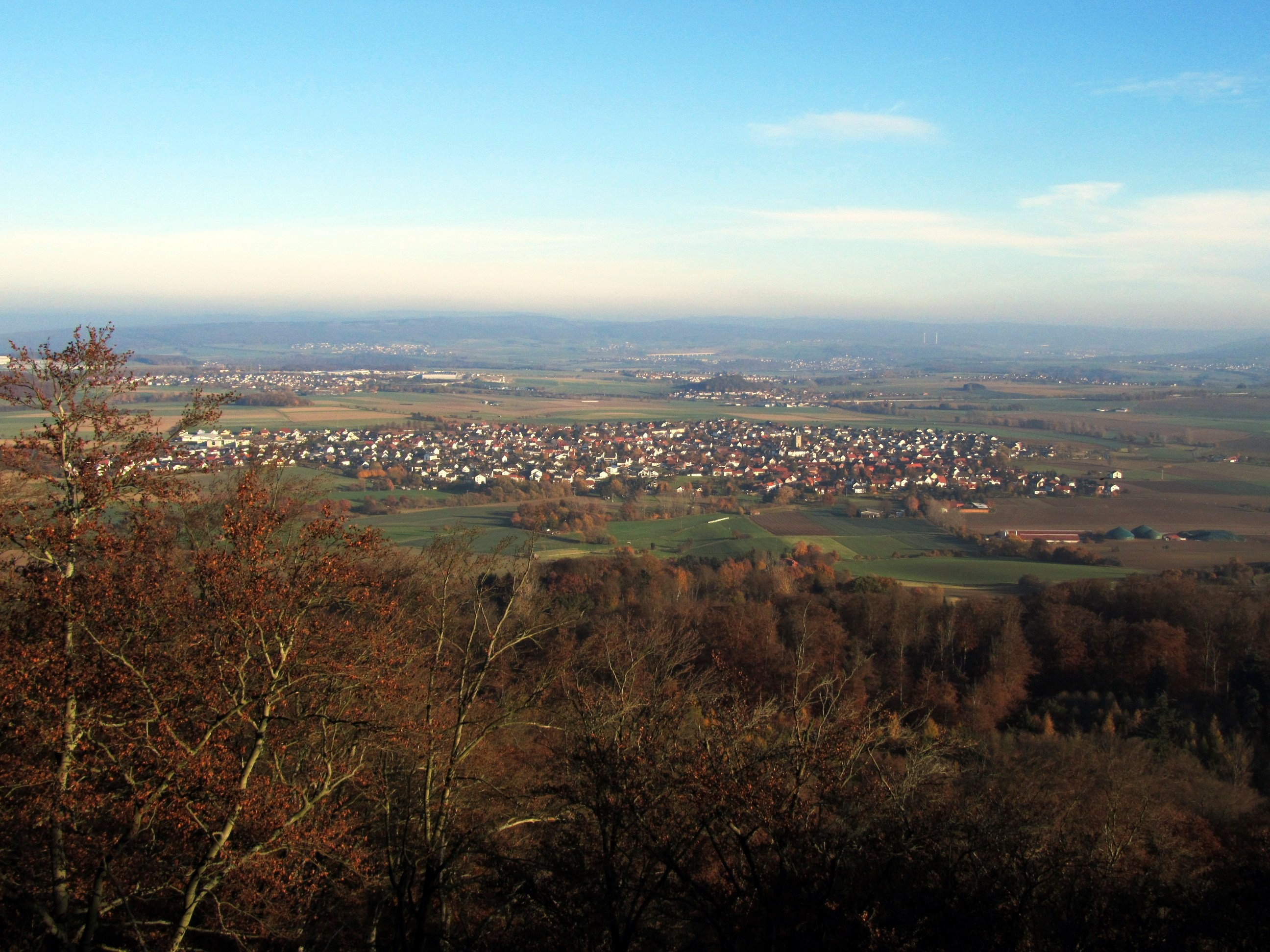
Ostblick vom Bilstein auf Besse

Der Bilstein gehört in der naturräumlichen Haupteinheitengruppe Westhessisches Bergland (Nr. 34), in der Haupteinheit Habichtswälder Bergland (342) und in der Untereinheit Habichtswald (mit Langenberg) (342.0) zum Naturraum Langenberg (342.02). Die Landschaft fällt nach Westen in den zur Untereinheit Hessengau (343.2) zählenden Naturraum Fritzlarer Börde (343.23) ab und nach Osten in die Untereinheit Kasseler Becken (343.3), die beide Teil der Haupteinheit Westhessische Senke (343) sind.

### Fließgewässer
Westlich des Bilsteins fließt der kleine Elsterbach, dessen Wasser durch die letztlich südwestwärts strebende Matzoff dem Eder-Zufluss Ems zufließt und etwas nordöstlich der Erhebung entspringt der letztlich ostwärts verlaufende Pilgerbach, der direkt in den Fulda-Zufluss Eder mündet.

### Berghöhe
Der Bilstein ist laut oberster Höhenlinie, die auf topographischen Karten ersichtlich ist, etwas mehr als 460 m hoch. Etwas östlich seines Gipfels ist auf topographischen Karten ein Messpunkt auf 459,4 m Höhe verzeichnet.

## Sonstiges
Wenige Meter südwestlich vom Bilsteingipfel liegen die Reste eines Ringwalls (ca. 2,8 ha). Nur noch der westliche Teil hat sich halbkreisförmig verschliffen erhalten. Etwas südöstlich des Gipfels breiten sich Felsklippen aus; von einem dortigen Aussichtspunkt nebst Schutzhütte fällt der Blick besonders nach Osten und Südosten. Hinüber führt der Wanderweg Löwenweg (Warburg–Alsfeld). Im unbewaldeten, unteren Teil seiner Ost- und Südostflanke liegen direkt nebeneinander die zu Besse gehörenden Ortslagen Am Battberg und Zum Rainsborn. Dort liegt auch der Wanderparkplatz Bilstein.